# Horama grotei
Horama grotei är en fjärilsart som beskrevs av Butler 1876. Horama grotei ingår i släktet Horama och familjen björnspinnare. Inga underarter finns listade i Catalogue of Life.